# Kit Culkin
Christopher Cornelius Culkin, també conegut com a Kit Culkin, és un exgerent, actor i teatre. Va néixer el 6 de desembre en el 1944, és fill de Philip Harley Culkin i Marian Ethel. És el pare de la família dels actors Culkin, que inclou el seu fill Macaulay Culkin, destacat pel seu paper principal com a "Kevin McCallister" a la pel·lícula "Home Alone".
Kit Culkin també és conegut per haver estat el director de la carrera dels seus fills. La seva relació amb els seus fills ha estat un motiu de controversia i disputa legal en el passat.

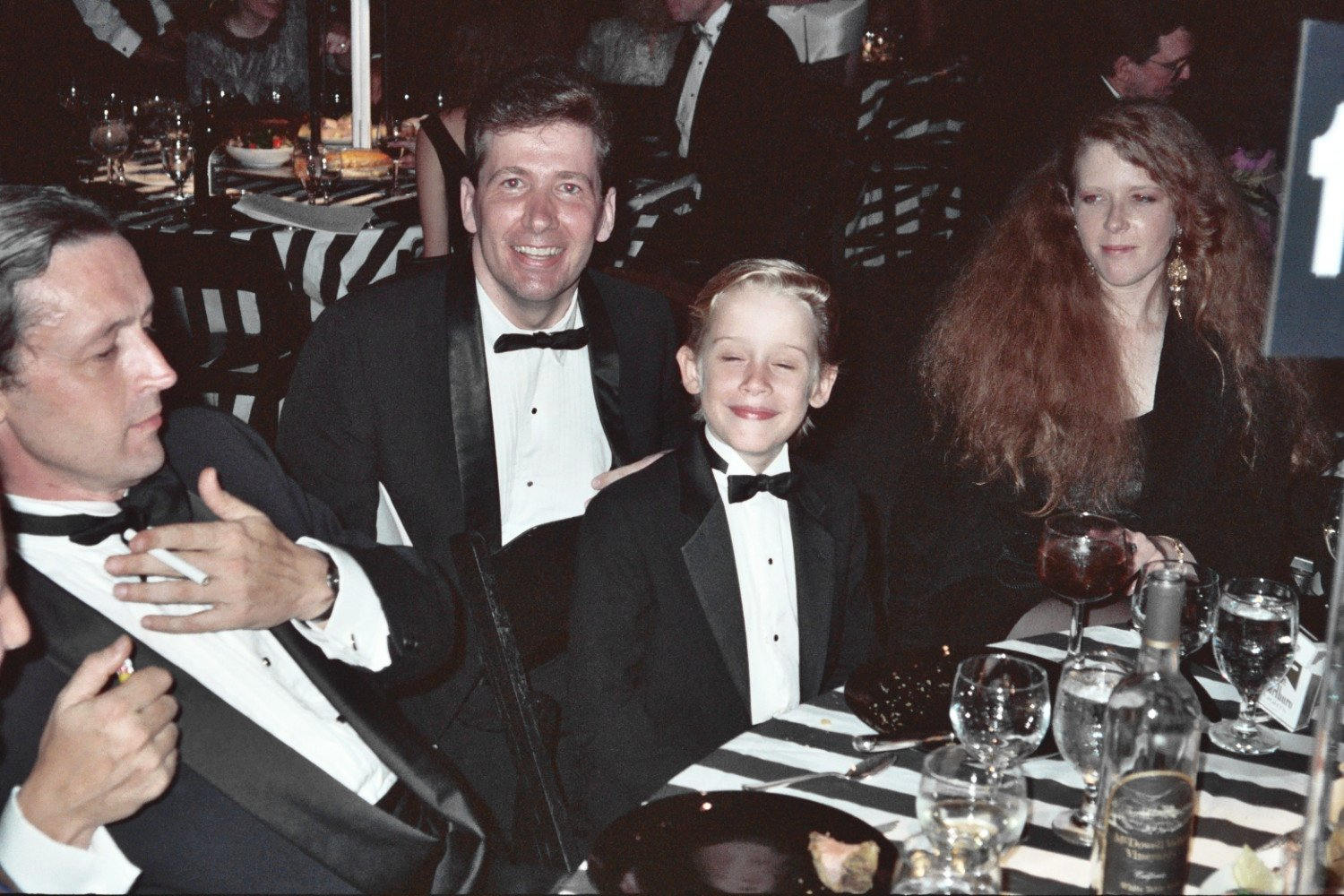

## Carrera professional
Durant la seva carrera d'actor va treballar en Broadway en produccions teatrals com en Hamlet (1964), "The Physicists", "Becket", "The Nutcracker", "Street Scene", i altres espectacles amb molts altres actors d'escenari famosos. Tot i això, no va tenir gaire èxit com a actor.

## Informacion Personal
Ell junt amb els seus tres germans, Candice, Bonnie Bedelia i el seu germà Terry van néixer a Manhattan, Nova York. Tots quatre van treballar en televisió i també en teatre. Bonnie i Kit van ser els nens petits d'una temporada de "El Trencanous" de George Balanchine (Balanchine és el cap del New York City Ballet). Als 15 anys Culkin va treballar a "Becket" a Broadway i va estar de gira amb Anthony Quinn i Laurence Olivier.
Quan tenia uns dinou anys, la seva mare va morir de càncer. Ella ho havia fet tot per ell com a gerent i el va motivar. Va anar a la universitat, fent feines ocasionals i després va treballar com a assistent de fotògraf de Martha Swope, la fotògrafa del NY City Ballet i l'Òpera, tornant a veure Balanchine.
Kit Culkin es va casar amb Patricia Brentrup, amb qui va haver-hi diversos fills, tres d'ells, Macaulay, Rory i Kieran, són actors i ell és el mànager dels tres des de finals dels anys 1980 fins a 1990. En total la família està formada per Shane i Dakota, més grans que Macaulay, Kieran, Rory, Quinn, Christian i a més de Jennifer Adamson amb una relació anterior. Jennifer va morir en 2000 per sobredosis de drogues, i Dakota va ser atropellada en 2008.
Kit i Patricia Brentrup es van separar el 1995 i es va desfermar un problema legal per la custòdia dels seus set fills.
Culkin, de 71 anys, va patir un fort vessament cerebral mentre cuinava. Va passar un temps en cures intensives i el va portar uns mesos tornar a aprendre a parlar i a escriure. — És dur recuperar-se d'això però estic fent els passos correctes, només necessito descansar—, va declarar.

## Primers anys
Christopher treballava com a sagristà a l'Església St. Joseph de Nova York, perquè els seus fills tinguessin accés a una educació gratuïta. Un veí, que era director de la companyia Light Òpera of Manhattan, va comentar a Kit que necessitaven nois per a un càsting.
Al llarg dels anys, la família Culkin ha estat involucrada en la indústria de l'entreteniment, per pel·lícules i sèries, i Kit ha exercit un paper significatiu en la gestió de les carreres dels seus fills en l'actuació. Macaulay va firmar 8 pel·lícules en cinc anys de la seva infància, va ser el nen estrella de Hollywood i va protagonitzar diverses pel·lícules com 'La meva noia', 'El bon fill', 'El guardià de les paraules' i 'Nen ric'. Es va retirar als 14 anys acumulant una fortuna estimada de 50 milions de dòlars.
Tot i això, la relació amb Macaulay i Christopher ha passat per altibajos, per malentesos amb la gestión de la carrera de Macaulay durant la seva infància.
Macaulay afirma que el seu pare i ell tenien una mala relació i per aquest motiu ell va ser part d'un judici per custòdia de menors, el seu fill no volia tornar a saber de Kit (1995 a 1997).

## Altres treballs
- "Hamlet" (1964) amb Richard Burton, Hume Cronyn, Alfred Drake. Director: John Gielgud. Rol: "Reina jugadora".
- "The Physicists" amb Robert Shaw, Jessica Tandy, Hume Cronyn. Director: Peter Brook; Paper: "Adolph-Friedrich".
- "Becket" amb Lawrence Olivier, Anthony Quinn. Director: Peter Glenville. Paper: "El príncep Richard".
- "El Trencanous" amb la New York City Ballet Company. Coreografiada per George Balanchine; Paper: "Príncep Trencanous".
- "Street Scene" amb la New York City Opera Company. Director: 'Julius Rudel'. Paper: "Charles Hilderbrand".
- "The Ballad of Baby Doe" amb Beverly Sills i la New York City Opera Company; Director: Julius Rudel. Paper: "El cosí Jake".
- La Copa de la Fúria. Rol; Procurador soviètic.
- Casa de perill al final. Paper: Terry Ord
- "A punt per a Teddy". Paper: el senador Ted Kennedy.
- L'home que mai va morir. Paper: Martin Henderson
- Ethan Frome. Rol: El viatger
- Otel·lo. Paper: Rodrigo
- Hamlet. Paper: Osrick
- Calígula. Paper: El primer patrici
- Romeu i Julieta. Paper: Lord Capulet
- Sonàmbuls. Paper: El violador
- Carrusel. Rol. Enoch Snow, Jr.
- Johnny On the Spot. Rol: Joe